# Jean de Corguilleray
Jean de Corguilleray ou Jean de Corquilleray († 1488 ou après octobre 1490) est un abbé commendataire et évêque français.

## Biographie
Élu abbé de Saint-Ouen de Rouen le 12 octobre 1455, il est le dernier abbé régulier.[source insuffisante][Information douteuse] Le 24 octobre suivant, il produit un aveu et dénombrements du temporel de l’abbaye.
Il est cité dans le procès en nullité de la condamnation de Jeanne d'Arc (en 1455 ou peu après), dans le cadre de la réhabilitation de celle-ci.
Conseiller de Louis XI, le 5 août 1461 il assiste au sacre de ce dernier. Il remplit quelques missions pour le roi pendant la « guerre du Bien public » (mai-octobre 1465, révolte des grands contre l’autorité royale de Louis XI).
Cette même année 1461, en tant qu'abbé il vend la tonture des bois de Perruel.

### Évêque de Lodève
Selon Fisquet, il est élu évêque de Lodève le 26 avril 1462,. En fait d'élection, l'Histoire de Languedoc précise qu'il s'agit d'un échange avec Guillaume d'Estouteville pour cet évêché.[source insuffisante]
Son premier acte est d'accorder aux consuls de Lodève le droit de setiérée et des bans moyennant une redevance annuelle de 18 livres tournois.
Le 4 juin 1464 il confirme l'union par ses prédécesseurs de la chapelle de la cour épiscopale de Beaulieu, située au sommet de Montbrun, avec la mense capitulaire. 

Peu après il transige sur un conflit de juridiction survenu entre lui et le procureur du roi de Gignac ; cet accord est entériné par le parlement de Toulouse. La même année il a un conflit avec les habitants du Caylar au sujet du pâturage, de l'affouage, de la chasse et de l'institution des consuls ; un arbitrage permet de résoudre le conflit.
En 1465 il devient abbé de Saint-Guilhem le Désert et de Saint-Thibéry. Il est encore abbé ou commendataire de Saint-Thibéry lors d'une enquête faite en octobre 1490.
En 1472 Louis XI ordonne au sénéchal de Carcassonne d'empêcher ses sergents ou appariteurs d'exercer aucune fonction sur les terres de l'évêque de Lodève, sauf pour ce qui concerne la haute justice royale.
Le 25 juillet 1478 un conseiller du parlement de Toulouse fait cesser à l'amiable un conflit entre Corguilleray et son chapitre à propos des statuts et privilèges de ce dernier : de la collation des 26 grandes et petites chapellenies de l'église Saint-Genès, deux grandes et une petites sont déclarées appartenant à l'évêque, et une grande et une petite à chaque chanoine.
En 1480 il obtient de Louis XI des lettres patentes soumettant les seigneurs de Clermont, de Saint-Félix et des Deux-Vierges à la juridiction de son official à Lodève. Il obtient aussi des maîtres de la chambre des comptes, aides et finances, un arrêt exemptant de toute prestations les biens de l'Église de Lodève.
Il est mentionné dans les chartes de Gaignières les 24 décembre 1475, 1er octobre 1477, 31 mai 1483 ; et dans les registres du parlement de Toulouse en 1486 et 1488.

### Mort
Il meurt en 1488 selon Fisquet, mais - toujours selon Fisquet - une enquête faite en 1490 le déclare toujours abbé de Saint-Thibéry en octobre 1490. Il est enterré dans la chapelle de Saint-Fulcran, une chapelle de la cathédrale Saint-Fulcran de Lodève qu'il a fait agrandir et embellir.

### Armoiries
Ses armoiries sont d'or à trois fasces ondées d'azur.